# Лудвиг фон Золмс-Браунфелс
Лудвиг фон Золмс-Браунфелс (на немски: Ludwig von Solms-Braunfels; * 7 април 1614; † 7 ноември 1676 в Единген) е граф на Золмс-Браунфелс в Грайфенщайн.
Той е третият син на граф Вилхелм I фон Золмс-Браунфелс-Грайфенщайн (1570 – 1635) и съпругата му графиня Мария Амалия фон Насау-Диленбург (1582 – 1636), дъщеря на граф Йохан VI фон Насау-Диленбург и втората му съпруга пфалцграфиня Кунигунда Якобея фон Зимерн (1556 – 1586).
Лудвиг фон Золмс-Браунфелс умира на 7 ноември 1676 г. на 62 години в Единген, Карлсруе, и е погребан в Грайфенщайн.

## Фамилия
Лудвиг се жени на 26 януари 1656 г. в Даун за Анна Мария фон Крихинген (* 7 април 1614; † 7 ноември 1676, погребана в Грайфенщайн), наследничка на Пютлинген, вдовица на Йохан Георг вилд-Рейнграф фон Даун-Нойфвилер-Финстинген († 1650), дъщеря на фрайхер Петер Ернст II фон Крихинген-Пютлинген († 1633) и графиня Анна Сибила фон Насау-Вайлбург († 1643). Те нямат деца.